# 18 de Marzo (Brecha 114 entre Sur 73 y Sur 81.5)
18 de Marzo är en ort i Mexiko.   Den ligger i kommunen Valle Hermoso och delstaten Tamaulipas, i den östra delen av landet, 700 km norr om huvudstaden Mexico City. 18 de Marzo ligger 16 meter över havet och antalet invånare är 124.
Terrängen runt 18 de Marzo är mycket platt. Runt 18 de Marzo är det ganska tätbefolkat, med 90 invånare per kvadratkilometer. Närmaste större samhälle är Valle Hermoso, 6,4 km öster om 18 de Marzo. Trakten runt 18 de Marzo består till största delen av jordbruksmark.